# Всеукраїнська премія імені Бориса Грінченка
Всеукраїнська премія імені Бориса Грінченка — премія, заснована Всеукраїнським товариством «Просвіта» ім. Тараса Шевченка 2003 року.

## Про премію
Премією імені Бориса Грінченка відзначають учених, просвітян, громадських і політичних діячів, які зробили значний внесок:
- у розбудову незалежної України,
- утвердження державної української мови,
- розвиток національної культури,
- відродження історичної пам'яті,
- формування національної свідомості та піднесення духовності й добробуту українського народу,
- просвітницьку і подвижницьку діяльність в ім'я України.

Лауреатові премії вручається диплом і грошова винагорода. Її розмір, як і кількість відзначених, щороку встановлюватиметься Головною Радою ВУТ «Просвіта» імені Тараса Шевченка окремо.
Кандидатури на здобуття премії висуваються обласними об'єднаннями «Просвіти».

## Лауреати
Свого часу цією премією були відзначені Іван Ющук (професор, один із засновників ВУТ «Просвіта» ім. Т. Шевченка, автор багатьох підручників з української мови), Володимир Заремба (письменник, громадський діяч, м. Дніпропетровськ), Надія Галковська (українська поетеса, авторка слів відомої пісні «Я козачка твоя», письменниця, громадська діячка) та ін.

### 2003
- Богдан Пастух, перший голова Луганської обласної «Просвіти»

### 2004
- Анатолій Погрібний[1]
- Олександр Данилович Пономарів

### 2005
- Лариса Масенко

### 2008
- Ірина Фаріон, мовознавець, депутат Львівської обласної ради;[2]
- Олексій Неживий, письменник і науковець.[3]

### 2010[4]
- Олеся Ковальчук, вчителька з Волині;
- Володимир Василенко, доктор юридичних наук, заслужений юрист України;
- Олександер Шокало, письменник, культуролог, шеф-редактор журналу «Український світ»

### 2013[5]
- Степаненко Микола Іванович, ректор Полтавського педагогічного університету ім. В. Г. Короленка, професор, академік АН Вищої освіти України, член НСПУ і НСЖУ, автор понад 500 наукових праць і книжок: за подвижницьку педагогічну діяльність, блискуче викладання у вищій школі, активну громадську роботу;
- Червяк Петро Іванович, доктор медичних наук, академік, редактор «Українського журналу патології», голова Відділення медико-біологічних і хімічних наук Української академії наук: за упорядкування і видання «Медичної енциклопедії», у якій вперше в повному обсязі дано українську медичну термінологію;
- Руденко Наталія Іванівна, директор Сімферопольської української гімназії АР Крим, відмінник освіти України, член Президії Міжнародної ради з питань освіти, науки, культури й державотворення: за успіхи на педагогічній ниві, боротьбу за утвердження державної української мови у зрусифікованому Криму.

### 2014
- Загнітко Анатолій (м. Донецьк)
- Глуховцева Катерина (м. Луганськ)

### 2015
- Олександр Панченко, письменник, журналіст, краєзнавець (м. Лохвиця, Полтавська обл.)

### 2016
- Ігор Марцінковський, голова Миколаївського ОО ВУТ «Просвіта» ім. Т. Шевченка

### 2017
- Тимошик Микола Степанович[6];
- Михайло Шалата, професор Дрогобицького педуніверситету

### 2023
- Ірина Фаріон
- Павло Гриценко
- Тимошик Микола Степанович — за вагомий внесок у розбудову Незалежної України, утвердження державності української мови, розвиток національної культури, дослідження історичної пам'яті, формування національні свідомості, просвітницьку і подвижницьку діяльність в ім'я України.
- Олекса Синиченко[7]